# Rob Manfred
Robert D. Manfred Jr. (Rome, 28 de septiembre de 1958) es un abogado y ejecutivo de negocios estadounidense. Es el décimo y actual Comisionado de la MLB. Anteriormente se desempeñó como Director de Operaciones de la Major League Baseball (MLB) y sucedió a Bud Selig como Comisionado el 25 de enero de 2015.

## Biografía
En 1987, Manfred comenzó a trabajar con la Major League Baseball (MLB) durante la negociación colectiva. Durante la huelga de MLB de 1994–95, se desempeñó como abogado externo para los propietarios. Se unió a MLB a tiempo completo en 1998, desempeñándose como Vicepresidente Ejecutivo de Economía y Asuntos de la Liga. Manfred negoció el primer acuerdo de prueba de drogas de MLB con la Major League Baseball Players Association (MLBPA) en 2002, y representó a MLB en las negociaciones con MLBPA cuando formó nuevos acuerdos de negociación colectiva en 2002, 2006 y 2011. En 2013, Manfred dirigió la investigación de MLB sobre el escándalo de la biogénesis. 
Manfred en el Juego de las Estrellas de las Grandes Ligas de Béisbol 2015
Al final de la temporada 2013, el comisionado de béisbol Bud Selig ascendió a Manfred a director de operaciones de MLB. El puesto había estado vacante desde que Bob DuPuy renunció en 2010. Tras el anuncio del retiro de Selig, efectivo después de la temporada 2014, Manfred se convirtió en finalista para sucederlo como Comisionado. 
El 14 de agosto de 2014, los propietarios de las Grandes Ligas eligieron a Manfred para suceder a Selig, superando al presidente de los Medias Rojas de Boston, Tom Werner, y al vicepresidente ejecutivo de negocios de las Grandes Ligas, Tim Brosnan. Manfred asumió el cargo el 25 de enero de 2015. Afirmó que sus objetivos principales como comisionado eran: acercarse a los jóvenes, abarcar la tecnología, acelerar el ritmo de juego, fortalecer las relaciones con los jugadores y crear una operación comercial más unificada. 
Como comisionado, Manfred instituyó reglas antes del inicio de la temporada 2015 para abordar el ritmo de juego, incluyendo que los bateadores permanezcan en la caja del bateador y la instalación de relojes para limitar el tiempo dedicado a los recesos comerciales. Antes de la temporada 2018, Manfred introdujo más cambios en las reglas para afectar el ritmo de juego, incluida la reducción del tiempo en los descansos comerciales y la limitación de las visitas de los jugadores al montículo del lanzador. También ha defendido las franquicias de expansión, enumerando a Portland, Las Vegas, Charlotte, Nashville, Montreal y Vancouver como posibles ubicaciones para los nuevos equipos. 
El 15 de noviembre de 2018, los propietarios extendieron el contrato de Manfred hasta la temporada 2024.
- Datos: Q16499788
- Multimedia: Rob Manfred / Q16499788